# Campeonato Brasileiro Série A 2014
Il Campeonato Brasileiro Série A 2014 (in italiano Campionato Brasiliano Serie A 2014) è stato la 44ª edizione del massimo campionato brasiliano di calcio.

## Formula
Girone all'italiana con partite di andata e ritorno. Vince il campionato la squadra che totalizza più punti, retrocedono in Série B le ultime 4 classificate. In caso di arrivo a pari punti tra due o più squadre, per determinarne l'ordine in classifica sono utilizzati, nell'ordine, i seguenti criteri:
1. Maggior numero di vittorie;
2. Miglior differenza reti;
3. Maggior numero di gol segnati;
4. Confronto diretto (solo nel caso di arrivo a pari punti di due squadre[3]);
5. Minor numero di espulsioni;
6. Minor numero di ammonizioni;
7. Sorteggio.

Per l'assegnazione del titolo di campione o della retrocessione nel caso di arrivo a pari merito tra due squadre vengono applicati solo i primi 4 criteri. Se questi non sono sufficienti per determinare la squadra campione o retrocessa è previsto uno spareggio in gara singola in campo neutro sette giorni dopo il termine del campionato. Se lo spareggio termina in parità vengono effettuati i tiri di rigore per determinare la squadra vincitrice o retrocessa.
È prevista una sosta tra la 9ª giornata (1º giugno 2014) e la 10ª giornata (16 luglio 2014) per la concomitanza dei Mondiali 2014.

## Squadre partecipanti
| Squadra          | Città          | Stato             | Stagione 2013           |
| ---------------- | -------------- | ----------------- | ----------------------- |
| Atlético Mineiro | Belo Horizonte | Minas Gerais      | 8º in Série A           |
| Athl. Paranaense | Curitiba       | Paraná            | 3º in Série A           |
| Bahia            | Salvador       | Bahia             | 12º in Série A          |
| Botafogo         | Rio de Janeiro | Rio de Janeiro    | 4º in Série A           |
| Chapecoense      | Chapecó        | Santa Catarina    | 2º in Série B           |
| Corinthians      | San Paolo      | San Paolo         | 10º in Série A          |
| Coritiba         | Curitiba       | Paraná            | 11º in Série A          |
| Criciúma         | Criciúma       | Santa Catarina    | 14º in Série A          |
| Cruzeiro         | Belo Horizonte | Minas Gerais      | Vincitore della Série A |
| Figueirense      | Florianópolis  | Santa Catarina    | 4º in Série B           |
| Flamengo         | Rio de Janeiro | Rio de Janeiro    | 16º in Série A          |
| Fluminense       | Rio de Janeiro | Rio de Janeiro    | 15º in Série A          |
| Goiás            | Goiânia        | Goiás             | 6º in Série A           |
| Grêmio           | Porto Alegre   | Rio Grande do Sul | 2º in Série A           |
| Internacional    | Porto Alegre   | Rio Grande do Sul | 13º in Série A          |
| Palmeiras        | San Paolo      | San Paolo         | 1º in Série B           |
| San Paolo        | San Paolo      | San Paolo         | 9º in Série A           |
| Santos           | Santos         | San Paolo         | 7º in Série A           |
| Sport Recife     | Recife         | Pernambuco        | 3º in Série B           |
| Vitória          | Salvador       | Bahia             | 5º in Série A           |

## Risultati
Il calendario è stato definito il 6 febbraio 2014.
| Casa/Trasferta | ATM | ATP | BAH | BOT | CHA | CRN | CRT | CRI | CRU | FIG | FLA | FLU | GOI | GRÊ | INT | PAL | SPA | SAN | SPO | VIT |
| -------------- | --- | --- | --- | --- | --- | --- | --- | --- | --- | --- | --- | --- | --- | --- | --- | --- | --- | --- | --- | --- |
| Atlético-MG    |     | 3–1 | 1–1 | 1–0 | 1–0 | 0–0 | 1–2 | 0–0 | 2–1 | 1–1 | 4–0 | 2–0 | 0–1 | 0–0 | 1–0 | 2–1 | 1–0 | 3–2 | 3–2 | 2–0 |
| Atlético-PR    | 1–0 |     | 0–0 | 2–0 | 1–1 | 1–0 | 2–0 | 2–0 | 2–3 | 3–1 | 2–1 | 0–3 | 1–0 | 1–0 | 0–1 | 1–1 | 2–2 | 1–1 | 0–1 | 2–0 |
| Bahia          | 1–1 | 1–2 |     | 1–0 | 0–1 | 1–2 | 0–0 | 0–0 | 1–2 | 3–0 | 2–1 | 0–1 | 1–0 | 1–0 | 0–1 | 0–1 | 0–2 | 0–2 | 1–0 | 1–1 |
| Botafogo       | 0–0 | 0–2 | 2–3 |     | 1–0 | 1–0 | 1–0 | 6–0 | 1–1 | 0–1 | 2–1 | 2–0 | 1–0 | 0–2 | 2–2 | 0–1 | 2–4 | 1–0 | 1–1 | 1–1 |
| Chapecoense    | 1–1 | 3–0 | 2–1 | 2–0 |     | 0–1 | 0–0 | 1–1 | 1–1 | 0–1 | 1–0 | 1–0 | 0–0 | 1–2 | 5–0 | 2–0 | 0–0 | 1–1 | 3–1 | 0–1 |
| Corinthians    | 1–0 | 1–1 | 1–1 | 1–1 | 1–1 |     | 2–2 | 2–1 | 1–0 | 0–1 | 2–0 | 1–1 | 5–2 | 1–0 | 2–1 | 2–0 | 3–2 | 1–0 | 3–0 | 2–1 |
| Coritiba       | 0–0 | 1–0 | 3–2 | 2–0 | 3–0 | 0–0 |     | 1–0 | 1–2 | 0–2 | 0–1 | 1–0 | 3–0 | 1–1 | 1–1 | 2–0 | 3–1 | 0–0 | 0–1 | 2–0 |
| Criciúma       | 3–1 | 0–1 | 0–1 | 1–1 | 1–0 | 0–0 | 1–0 |     | 0–0 | 1–0 | 0–2 | 3–2 | 1–0 | 0–3 | 0–0 | 1–2 | 1–2 | 3–1 | 2–2 | 1–3 |
| Cruzeiro       | 2–3 | 2–0 | 2–1 | 2–1 | 4–2 | 0–1 | 3–2 | 3–1 |     | 5–0 | 3–0 | 2–1 | 2–1 | 1–0 | 2–1 | 1–1 | 1–1 | 3–0 | 2–0 | 3–1 |
| Figueirense    | 2–2 | 1–3 | 0–2 | 1–0 | 1–0 | 1–0 | 4–0 | 1–1 | 1–1 |     | 1–2 | 1–1 | 0–1 | 0–1 | 1–2 | 3–1 | 1–1 | 0–2 | 3–0 | 2–0 |
| Flamengo       | 2–1 | 1–2 | 1–1 | 1–0 | 3–0 | 1–0 | 3–2 | 1–1 | 3–0 | 1–1 |     | 1–1 | 0–0 | 0–1 | 2–0 | 4–2 | 0–2 | 0–1 | 1–0 | 4–0 |
| Fluminense     | 0–0 | 2–1 | 1–1 | 1–0 | 1–4 | 5–2 | 1–0 | 4–2 | 3–3 | 3–0 | 2–0 |     | 2–0 | 0–0 | 1–1 | 3–0 | 5–2 | 1–0 | 4–0 | 1–2 |
| Goiás          | 2–3 | 3–1 | 3–0 | 2–0 | 4–2 | 0–1 | 3–0 | 1–0 | 0–1 | 1–0 | 1–0 | 0–2 |     | 0–0 | 0–1 | 6–0 | 2–1 | 2–2 | 0–0 | 0–0 |
| Grêmio         | 2–1 | 1–0 | 1–0 | 2–1 | 1–0 | 2–1 | 2–3 | 2–0 | 1–2 | 1–0 | 1–1 | 1–0 | 0–0 |     | 4–1 | 0–0 | 0–1 | 0–0 | 2–0 | 1–0 |
| Internacional  | 2–1 | 2–1 | 2–0 | 2–0 | 2–0 | 1–2 | 4–2 | 3–0 | 1–3 | 2–3 | 4–0 | 2–1 | 1–0 | 2–0 |     | 3–1 | 0–1 | 1–0 | 2–1 | 1–0 |
| Palmeiras      | 0–2 | 1–1 | 1–1 | 0–2 | 4–2 | 1–1 | 1–0 | 1–0 | 1–2 | 1–0 | 2–2 | 0–1 | 2–0 | 2–1 | 0–1 |     | 1–2 | 1–3 | 0–2 | 2–0 |
| San Paolo      | 2–1 | 1–0 | 2–1 | 3–0 | 0–1 | 1–1 | 2–2 | 1–1 | 2–0 | 1–1 | 2–2 | 1–3 | 3–0 | 1–0 | 1–1 | 2–0 |     | 2–1 | 2–0 | 3–1 |
| Santos         | 1–2 | 2–0 | 1–0 | 2–0 | 3–0 | 0–1 | 2–1 | 2–0 | 0–1 | 3–1 | 0–0 | 0–1 | 2–0 | 0–0 | 1–2 | 2–0 | 0–1 |     | 1–1 | 3–1 |
| Sport          | 2–1 | 1–1 | 1–0 | 1–0 | 2–1 | 1–4 | 1–0 | 2–0 | 0–0 | 1–0 | 2–2 | 2–2 | 0–1 | 0–0 | 0–0 | 2–1 | 1–0 | 3–1 |     | 1–2 |
| Vitória        | 2–3 | 2–2 | 2–1 | 2–1 | 0–0 | 0–0 | 1–1 | 3–1 | 0–1 | 0–1 | 1–2 | 3–1 | 2–2 | 2–1 | 2–0 | 0–1 | 1–2 | 0–1 | 0–1 |     |

## Classifica finale
|  | Pos. | Squadra          | Pt | G  | V  | N  | P  | GF | GS | DR  |
|  | ---- | ---------------- | -- | -- | -- | -- | -- | -- | -- | --- |
|  | 1.   | Cruzeiro         | 80 | 38 | 24 | 8  | 6  | 67 | 38 | +29 |
|  | 2.   | San Paolo        | 70 | 38 | 20 | 10 | 8  | 59 | 40 | +19 |
|  | 3.   | Internacional    | 69 | 38 | 21 | 6  | 11 | 53 | 41 | +12 |
|  | 4.   | Corinthians      | 69 | 38 | 18 | 12 | 7  | 49 | 31 | +18 |
|  | 5.   | Atlético Mineiro | 62 | 38 | 17 | 11 | 10 | 51 | 38 | +13 |
|  | 6.   | Fluminense       | 61 | 38 | 17 | 10 | 11 | 61 | 42 | +19 |
|  | 7.   | Grêmio           | 61 | 38 | 17 | 10 | 11 | 36 | 24 | +12 |
|  | 8.   | Athl. Paranaense | 54 | 38 | 15 | 9  | 14 | 43 | 42 | +1  |
|  | 9.   | Santos           | 53 | 38 | 15 | 8  | 15 | 42 | 35 | +7  |
|  | 10.  | Flamengo         | 52 | 38 | 14 | 10 | 14 | 46 | 47 | -1  |
|  | 11.  | Sport Recife     | 52 | 38 | 14 | 10 | 14 | 36 | 46 | -10 |
|  | 12.  | Goiás            | 47 | 38 | 13 | 8  | 17 | 38 | 40 | -2  |
|  | 13.  | Figueirense      | 47 | 38 | 13 | 8  | 17 | 37 | 47 | -10 |
|  | 14.  | Coritiba         | 47 | 38 | 12 | 11 | 15 | 42 | 45 | -3  |
|  | 15.  | Chapecoense      | 43 | 38 | 11 | 10 | 17 | 39 | 44 | -5  |
|  | 16.  | Palmeiras        | 40 | 38 | 11 | 7  | 20 | 34 | 59 | -25 |
|  | 17.  | Vitória          | 38 | 38 | 10 | 8  | 20 | 37 | 54 | -17 |
|  | 18.  | Bahia            | 37 | 38 | 9  | 10 | 19 | 31 | 43 | -12 |
|  | 19.  | Botafogo         | 34 | 38 | 9  | 7  | 22 | 31 | 48 | -17 |
|  | 20.  | Criciúma         | 32 | 38 | 7  | 11 | 20 | 28 | 56 | -28 |

Legenda:

      Ammesse alla Coppa Libertadores 2015
      Ammessa ai preliminari della Coppa Libertadores 2015
      Retrocesse in Série B 2015
Note:

Tre punti a vittoria, uno a pareggio, zero a sconfitta.

### Capoliste solitarie
- 2ª giornata:  Fluminense
- Dalla 4ª alla 5ª giornata:  Internacional
- Dalla 6ª alla 38ª giornata:  Cruzeiro

## Verdetti
- Cruzeiro campione del Brasile 2014.
- Cruzeiro, San Paolo, Internacional e Atlético Mineiro[7] qualificati per il secondo turno della Coppa Libertadores 2015.
- Corinthians qualificato per il primo turno della Coppa Libertadores 2015.
- Vitória, Bahia, Botafogo e Criciúma retrocessi in Série B.

## Classifica marcatori
Aggiornata al 7 dicembre 2014.
| Gol |  |  | Giocatore       | Squadra                     |
| --- |  |  | --------------- | --------------------------- |
| 18  |  |  | Fred            | Fluminense                  |
| 16  |  |  | Henrique        | Palmeiras                   |
| 15  |  |  | Marcelo Moreno  | Cruzeiro                    |
| 15  |  |  | Ricardo Goulart | Cruzeiro                    |
| 14  |  |  | Hernán Barcos   | Grêmio                      |
| 12  |  |  | Erik            | Goiás                       |
| 12  |  |  | Paolo Guerrero  | Corinthians                 |
| 10  |  |  | Diego Tardelli  | Atlético Mineiro            |
| 10  |  |  | Leandro         | Chapecoense                 |
| 9   |  |  | Alan Kardec     | Palmeiras (1) San Paolo (8) |
| 9   |  |  | Alexandre Pato  | San Paolo                   |
| 9   |  |  | Cléo            | Athl. Paranaense            |
| 9   |  |  | Darío Conca     | Fluminense                  |
| 9   |  |  | Dinei           | Vitória                     |
| 9   |  |  | Luís Fabiano    | San Paolo                   |
| 8   |  |  | Cícero          | Santos (2) Fluminense (6)   |
| 8   |  |  | Eduardo         | Flamengo                    |
| 8   |  |  | Gabriel         | Santos                      |
| 8   |  |  | Joel            | Coritiba                    |
| 8   |  |  | Rafael Moura    | Internacional               |
| 8   |  |  | Rogério Ceni    | San Paolo                   |